# Raymond Sabarich
Raymond Antoine Sabarich, né le 23 juillet 1909 à Toulouse et mort le 5 avril 1966, est un trompettiste français, membre de l'orchestre de Raymond Legrand. Il a été professeur de trompette au Conservatoire national supérieur de musique de Paris de 1947 à 1966. Il a entre autres été le professeur de Maurice André.